# تپه سران ماران (ک - ۹۳)
تپه سران ماران (ک - ۹۳) مربوط به دوران پیش از تاریخ ایران باستان تا دوران‌های تاریخی پس از اسلام است و در شهرستان کنگاور، کنار سراب ماران واقع شده و این اثر در تاریخ ۲۴ فروردین ۱۳۸۲ با شمارهٔ ثبت ۸۱۳۲ به‌عنوان یکی از آثار ملی ایران به ثبت رسیده است.